# Alumina
Alumina Limited, (ASX: AWC, NYSE: AWC), är ett australiskt gruvföretag som nuförtiden enbart bevakar sitt ägarintresse på 40% i samriskföretag–projektet Alcoa World Alumina and Chemicals (AWAC), som de har tillsammans med världens största producent av aluminiumoxid och primäraluminium, Alcoa Inc. AWAC:s uppgift är att bryta bauxit så att de kan utvinna aluminiumoxid av det och i senare skede smälta ner det till ren aluminium. Samriskföretag–projektet har marknadsandelar på omkring 25% av den globala marknaden i det aktuella produktområdet.
Alumina bildades 11 december 2002 när WMC Resources Limited (ingår nu i BHP Billiton) valde att knoppa av sin aluminiumoxidverksamhet till ett enskilt bolag.